# Кнехт, Далтон
Далтон Дуглас Кнехт (англ. Dalton Douglas Knecht; род. 19 апреля 2001, Фарго, Северная Дакота) — американский профессиональный баскетболист клуба НБА «Лос-Анджелес Лейкерс». 

## Ранние годы
Далтон — сын Кори и Кэрри Кнехт. Он родился в Фарго, Северная Дакота, и вырос в Торнтоне, Колорадо, посещая среднюю школу Прайри Вью. Он поступил на второй курс с 1,73 м и вырос до 1,85 м к третьему курсу. Кнехт в среднем набирал 21 очко и 6,5 подборов за игру в выпускном классе.

## Карьера в колледже
Кнехт начал свою баскетбольную карьеру в колледже Нортистерн Джуниор в Стерлинге, штат Колорадо. Он вырос ещё на два дюйма между своим старшим школьным сезоном и своим первым сезоном в колледже. Кнехт в среднем набирал 13,3 очка, 2,9 подбора и 1,1 передачи за игру, будучи первокурсником. Он набирал в среднем 23,9 очка, 7,5 подбора и две передачи за игру, будучи второкурсником. Кнехт вырос ещё на три дюйма во время игры за Нортистерн Джуниор, доведя свой рост до 1,98 м. Он решил перевестись в «Нортерн Колорадо».
В своем первом сезоне в составе «Нортерн Колорадо» Кнехт в среднем набирал 8,9 очков и делал 3,6 подбора за игру. В выпускном классе он лидировал в конференции Big Sky с 20,2 очками и 7,2 подбора в среднем за игру. После сезона Кнехт решил использовать дополнительный год права, предоставленный спортсменам колледжей, которые играли в сезоне 2020/2021 из-за пандемии COVID-19, и вошли в портал трансферов NCAA.
Кнехт перешёл в «Теннесси» на сезон 2023/2024. Он был назван Игроком недели Юго-Восточной конференции (SEC) в первую неделю сезона, набрав 17 очков в победном матче открытия против «Теннесси Тек» и 24 очка с 5 подборами в выездной победе над «Висконсином» (80:70). 29 ноября 2023 года Кнехт набрал рекордные 37 очков в проигранном матче против «Северной Каролины» (92:100). 15 января 2024 года он был назван Игроком недели SEC во второй раз, набрав 28 очков в проигранном матче против «Миссисипи Стэйт» (72:77) и 36 очков в победном матче над «Джорджии» (85:79). 16 января 2024 года Кнехт набрал рекордные 39 очков в победном матче против «Флориды» (85:66). 29 февраля Кнехт вновь набрал 39 очков в победной игре против «Оберна» (92:84). 9 марта 2024 года Кнехт набрал рекордные 40 очков в матче, завершившемся поражением со счетом 81:85 от «Кентукки».
Кнехт был назван «Игроком года конференции SEC» по версии тренеров лиги и агентством Associated Press (AP). Он также был назван «Новичком года конференции SEC» по версии AP.

## Профессиональная карьера

### «Лос-Анджелес Лейкерс» (2024—н.в.)
На драфте НБА 2024 года Кнехт был выбран командой «Лос-Анджелес Лейкерс» под 17-м номером, и подписал с ними контракт 3 июля 2024 года.
Кнехт дебютировал в НБА 22 октября 2024 года в победной игре против «Миннесота Тимбервулвз» (110:103), набрав 5 очков. 13 ноября Кнехт набрал рекордные 19 очков, реализовав 7 из 8 бросков с игры и 5 из 5 трехочковых в победном матче против «Мемфис Гриззлис» (128:123). Три дня спустя он побил этот рекорд, набрав 27 очков, а также 7 подборов, 2 передачи и 2 перехвата в победной игре против «Нью-Орлеан Пеликанс» (104:99). 19 ноября Кнехт набрал 37 очков, включая 9 трехочковых, в победном матче против «Юта Джаз» (124:118). Он также повторил рекорд по количеству трёхочковых бросков, реализованных новичком за одну игру в истории НБА.
6 февраля 2025 года «Лейкерс» согласились обменять Кнехта и Кэма Реддиша в «Шарлотт Хорнетс» в обмен на Марка Уильямса, выбор в первом раунде драфта 2031 года и обмен пиками. Однако сделка была отменена два дня спустя после того, как Уильямс не прошёл медицинское обследование в «Лейкерс».

## Статистика

### Статистика в NCAA
| Сезон | Команда          | Conf    | Class | GP  | GS | MPG  | FG%  | 3P%  | FT%  | RPG | APG | SPG | BPG | PPG  |
| --- | ---------------- | ------- | ----- | --- | -- | ---- | ---- | ---- | ---- | --- | --- | --- | --- | ---- |
| 2021/22 | Нортерн Колорадо | Big Sky | JR    | 35  | 11 | 24,1 | 43,6 | 36,1 | 75,3 | 3,6 | 0,9 | 0,5 | 0,5 | 8,9  |
| 2022/23 | Нортерн Колорадо | Big Sky | JR    | 32  | 32 | 35,3 | 47,9 | 38,1 | 77,1 | 7,2 | 1,8 | 0,8 | 0,6 | 20,2 |
| 2023/24 | Теннесси         | SEC     | SR    | 36  | 36 | 30,6 | 45,8 | 39,7 | 77,2 | 4,9 | 1,8 | 0,7 | 0,6 | 21,7 |
| Всего | Всего            | Всего   | Всего | 103 | 79 | 29,8 | 46,1 | 38,3 | 76,8 | 5,2 | 1,5 | 0,7 | 0,6 | 16,9 |
| Наведите курсор мыши на аббревиатуры в заголовке таблицы, чтобы прочесть их расшифровку Статистика приведена с сайта sports-reference.com |                  |         |       |     |    |      |      |      |      |     |     |     |     |      |